# Петрушківська сільська рада (Корсунь-Шевченківський район)
Петру́шківська сільська́ ра́да — адміністративно-територіальна одиниця та орган місцевого самоврядування в Корсунь-Шевченківському районі Черкаської області. Адміністративний центр — село Петрушки.

## Загальні відомості
- Населення ради: 1 001 осіб (станом на 2001 рік)

## Населені пункти
Сільській раді підпорядковані населені пункти:
- с. Петрушки
- с. Листвина

## Склад ради
Рада складається з 12 депутатів та голови.
- Голова ради: Шкребтієнко Микола Володимирович
- Секретар ради: Шкребтій Ніна Володимирівна

### Керівний склад попередніх скликань
| Прізвище, ім'я, по батькові      | Основні відомості                                                                     | Дата обрання | Дата звільнення |
| -------------------------------- | ------------------------------------------------------------------------------------- | ------------ | --------------- |
| Шкребтієнко Микола Володимирович | Сільський голова, 1958 року народження, освіта незакінчена вища, безпартійний         | 26.03.2006   | 31.10.2010      |
| Шкребтієнко Микола Володимирович | Сільський голова, 1958 року народження, освіта незакінчена вища, член Партії регіонів | 31.10.2010   |                 |

Примітка: таблиця складена за даними сайту Верховної Ради України

### Депутати
За результатами місцевих виборів 2010 року депутатами ради стали:

#### За суб'єктами висування
| Суб'єкт висування                                       | Кількість обраних депутатів | %    |
| ------------------------------------------------------- | --------------------------- | ---- |
| Комуністична партія України                             | 3                           | 25   |
| Партія регіонів                                         | 3                           | 25   |
| Самовисування                                           | 3                           | 25   |
| Політична партія Всеукраїнське об'єднання «Батьківщина» | 2                           | 16,7 |
| Народна партія                                          | 1                           | 8,3  |

#### За округами
| № округу                                                | Прізвище, ім'я, по батькові   | Дата визнання обраним | Освіта  | Партійна приналежність | Відомості про обраного депутата                   |
| ------------------------------------------------------- | ----------------------------- | --------------------- | ------- | ---------------------- | ------------------------------------------------- |
| Комуністична партія України                             |                               |                       |         |                        |                                                   |
| 2                                                       | Хруленко Тетяна Анатоліївна   | 03.11.2010            | вища    | позапартійна           | тимчасово не працює                               |
| 3                                                       | Бур'ян Тетяна Миколаївна      | 03.11.2010            | середня | позапартійна           | ТОВ «Інкуба», оператор-майстер інкубаційного цеху |
| 4                                                       | Корнієнко Віктор Олексійович  | 03.11.2010            | середня | позапартійний          | пенсіонер                                         |
| Народна Партія                                          |                               |                       |         |                        |                                                   |
| 8                                                       | Ніколенко Анатолій Іванович   | 03.11.2010            | вища    | позапартійний          | Листвинський СБК, художній керівник               |
| Партія регіонів                                         |                               |                       |         |                        |                                                   |
| 1                                                       | Юшкевич Антоніна Іванівна     | 03.11.2010            | вища    | позапартійна           | Петрушківська сільська рада, бухгалтер            |
| 11                                                      | Шкребтієнко Галина Василівна  | 03.11.2010            | вища    | позапартійна           | Петрушківська сільська бібліотека, бібліотекар    |
| 12                                                      | Шкребтій Ніна Володимирівна   | 03.11.2010            | вища    | позапартійна           | Петрушківська сільська рада, секретар             |
| Політична партія Всеукраїнське об'єднання «Батьківщина» |                               |                       |         |                        |                                                   |
| 5                                                       | Корнієнко Олександр Пилипович | 03.11.2010            | середня | позапартійний          | Корсунь-Шевченківський ККП, водій                 |
| 6                                                       | Корнієнко Валентина Федорівна | 03.11.2010            | вища    | позапартійна           | тимчасово не працює                               |
| Самовисування                                           |                               |                       |         |                        |                                                   |
| 7                                                       | Корнієнко Світлана Вікторівна | 03.11.2010            | вища    | позапартійна           | тимчасово не працює                               |
| 9                                                       | Шкребтієнко Галина Вікторівна | 03.11.2010            | вища    | позапартійна           | ТОВ «Інкуба», оператор-майстер інкубаційного цеху |
| 10                                                      | Двірна Ніна Борисівна         | 03.11.2010            | вища    | позапартійна           | Петрушківська сільська рада, землевпорядник       |